# Hórreo Casa Domench (Arive)

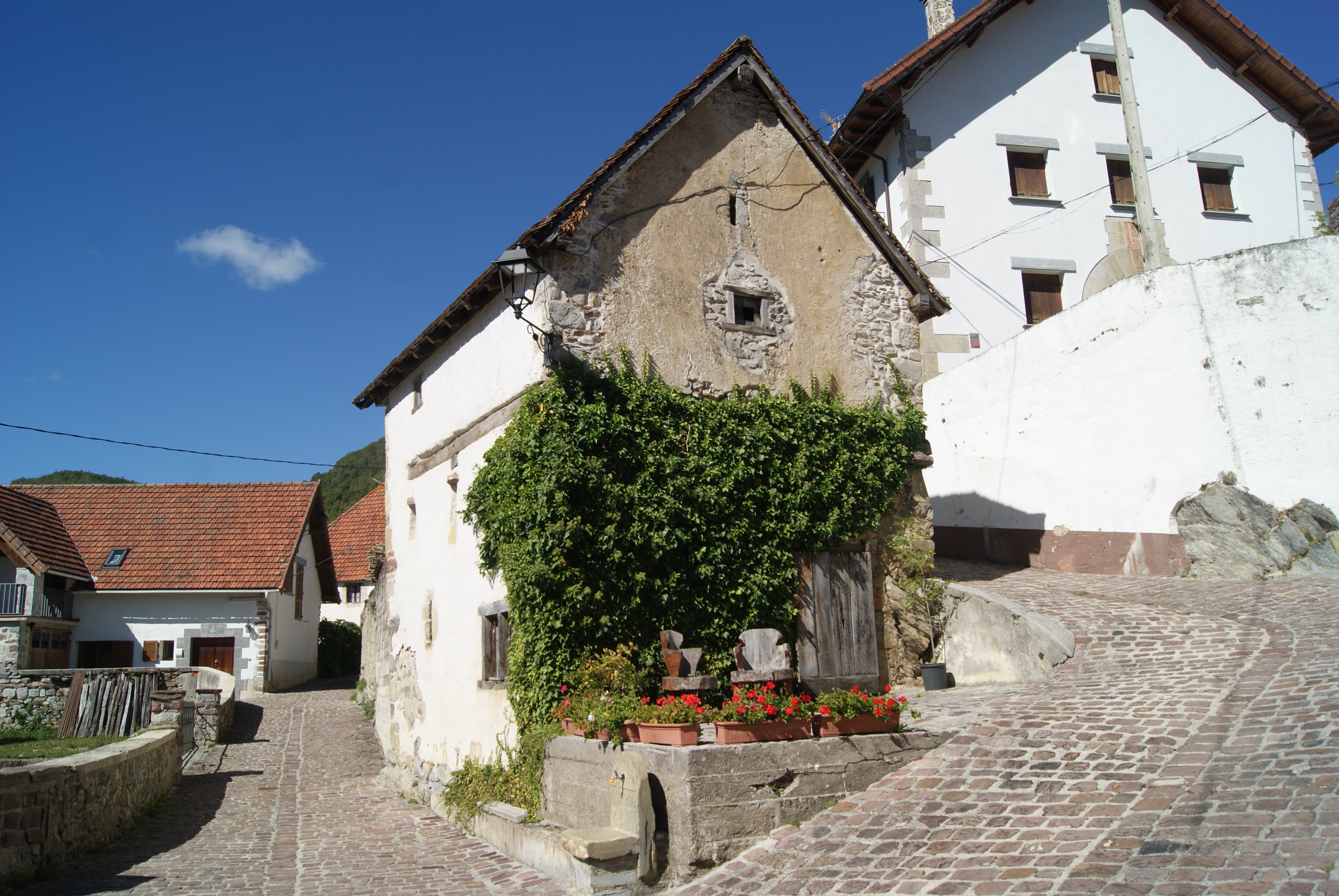
Hórreo Casa Domench in Arive

Der Hórreo Casa Domench in Arive (baskisch Aribe), einer spanischen Gemeinde in der Autonomen Gemeinschaft Navarra, wurde vermutlich im 19. Jahrhundert errichtet. Der Hórreo ist seit 1993 ein geschütztes Kulturdenkmal (Bien de Interés Cultural). 
Der Hórreo aus verputztem Bruchsteinmauerwerk mit Eckquaderung bildet den oberen Teil eines Schuppens, der von einem Satteldach gedeckt wird.